# Gavisse
Gavisse est une commune française située dans le département de la Moselle, en région Grand Est.
Ses habitants sont appelés les Gavissois en français et les Gawiser en platt.

## Géographie
| Fixem    | Beyren-lès-Sierck | Haute-Kontz      |
|          | Gavisse           | Berg-sur-Moselle |
| Cattenom |                   | Malling          |

Situé entre Berg-sur-Moselle, Fixem, Sentzich et à proximité de la centrale nucléaire de Cattenom, Gavisse est un des plus grands villages de cette région.

### Hydrographie
La commune est située dans le bassin versant du Rhin au sein du bassin Rhin-Meuse. Elle est drainée par le ruisseau de Beyren, le ruisseau de Boler et le ruisseau le Ganzenbruch.
Le Beyren, d'une longueur totale de 19,4 km, prend sa source dans la commune de Zoufftgen et se jette  dans  Ruisseau de Boler sur la commune, après avoir traversé sept communes.
Le Boler, d'une longueur totale de 22,5 km, prend sa source dans la commune de Zoufftgen et se jette  dans la Moselle sur la commune, après avoir traversé huit communes.

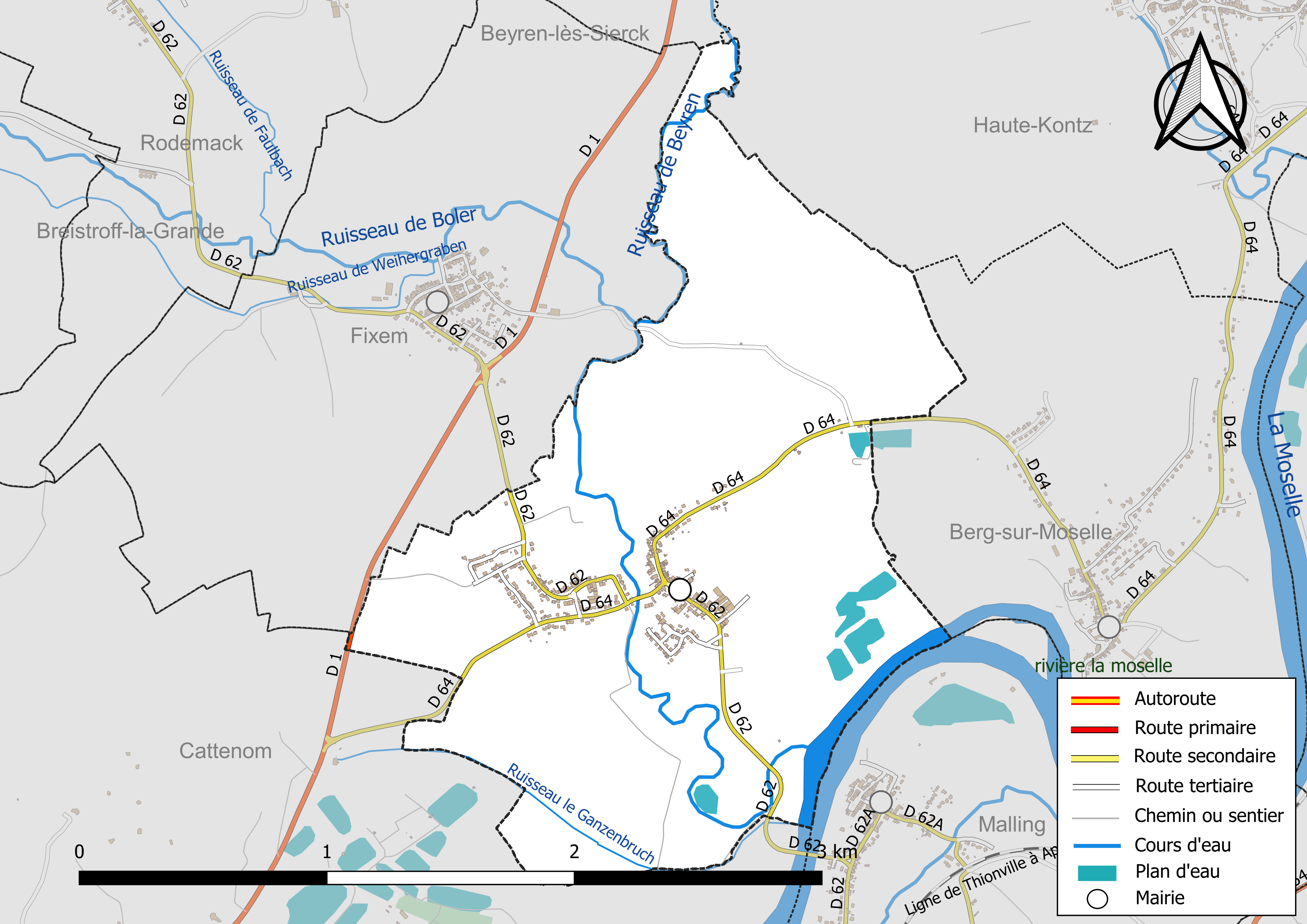
Réseaux hydrographique et routier de Gavisse.

La qualité des eaux des principaux cours d’eau de la commune, notamment du ruisseau de Beyren et du ruisseau de Boler, peut être consultée sur un site spécial géré par les agences de l’eau et l’Agence française pour la biodiversité. Ainsi en 2020, dernière année d'évaluation disponible en 2022, l'état écologique du ruisseau de Boler était jugé moyen (jaune).

### Climat
Pour des articles plus généraux, voir Climat du Grand Est et Climat de la Moselle.
En 2010, le climat de la commune est de type climat des marges montargnardes, selon une étude du Centre national de la recherche scientifique s'appuyant sur une série de données couvrant la période 1971-2000. En 2020, Météo-France publie une typologie des climats de la France métropolitaine dans laquelle la commune est exposée à un climat semi-continental et est dans la région climatique  Lorraine, plateau de Langres, Morvan, caractérisée par un hiver rude (1,5 °C), des vents modérés et des brouillards fréquents en automne et hiver. 
Pour la période 1971-2000, la température annuelle moyenne est de 9,8 °C, avec une amplitude thermique annuelle de 17 °C. Le cumul annuel moyen de précipitations est de 769 mm, avec 11,9 jours de précipitations en janvier et 8,9 jours en juillet. Pour la période 1991-2020, la température moyenne annuelle observée sur la station météorologique de Météo-France la plus proche, « Malancourt », sur la commune d'Amnéville à 22 km à vol d'oiseau, est de 10,2 °C et le cumul annuel moyen de précipitations est de 884,1 mm. 
La température maximale relevée sur cette station est de 39,3 °C, atteinte le 25 juillet 2019 ; la température minimale est de −17,9 °C, atteinte le 5 janvier 1985,,. 
Les paramètres climatiques de la commune ont été estimés pour le milieu du siècle (2041-2070) selon différents scénarios d'émission de gaz à effet de serre à partir des nouvelles projections climatiques de référence DRIAS-2020. Ils sont consultables sur un site spécial publié par Météo-France en novembre 2022.

## Urbanisme

### Typologie
Au 1er janvier 2024, Gavisse est catégorisée commune rurale à habitat dispersé, selon la nouvelle grille communale de densité à sept niveaux définie par l'Insee en 2022.
Elle est située hors unité urbaine. Par ailleurs la commune fait partie de l'aire d'attraction de Luxembourg (partie française), dont elle est une commune de la couronne,. Cette aire, qui regroupe 115 communes, est catégorisée dans les aires de 700 000 habitants ou plus (hors Paris),.

### Occupation des sols
L'occupation des sols de la commune, telle qu'elle ressort de la base de données européenne d’occupation biophysique des sols Corine Land Cover (CLC), est marquée par l'importance des territoires agricoles (84,7 % en 2018), en diminution par rapport à 1990 (88,8 %). La répartition détaillée en 2018 est la suivante : 
terres arables (48,7 %), prairies (36 %), eaux continentales (8,1 %), zones urbanisées (7,2 %). L'évolution de l’occupation des sols de la commune et de ses infrastructures peut être observée sur les différentes représentations cartographiques du territoire : la carte de Cassini (XVIIIe siècle), la carte d'état-major (1820-1866) et les cartes ou photos aériennes de l'IGN pour la période actuelle (1950 à aujourd'hui).

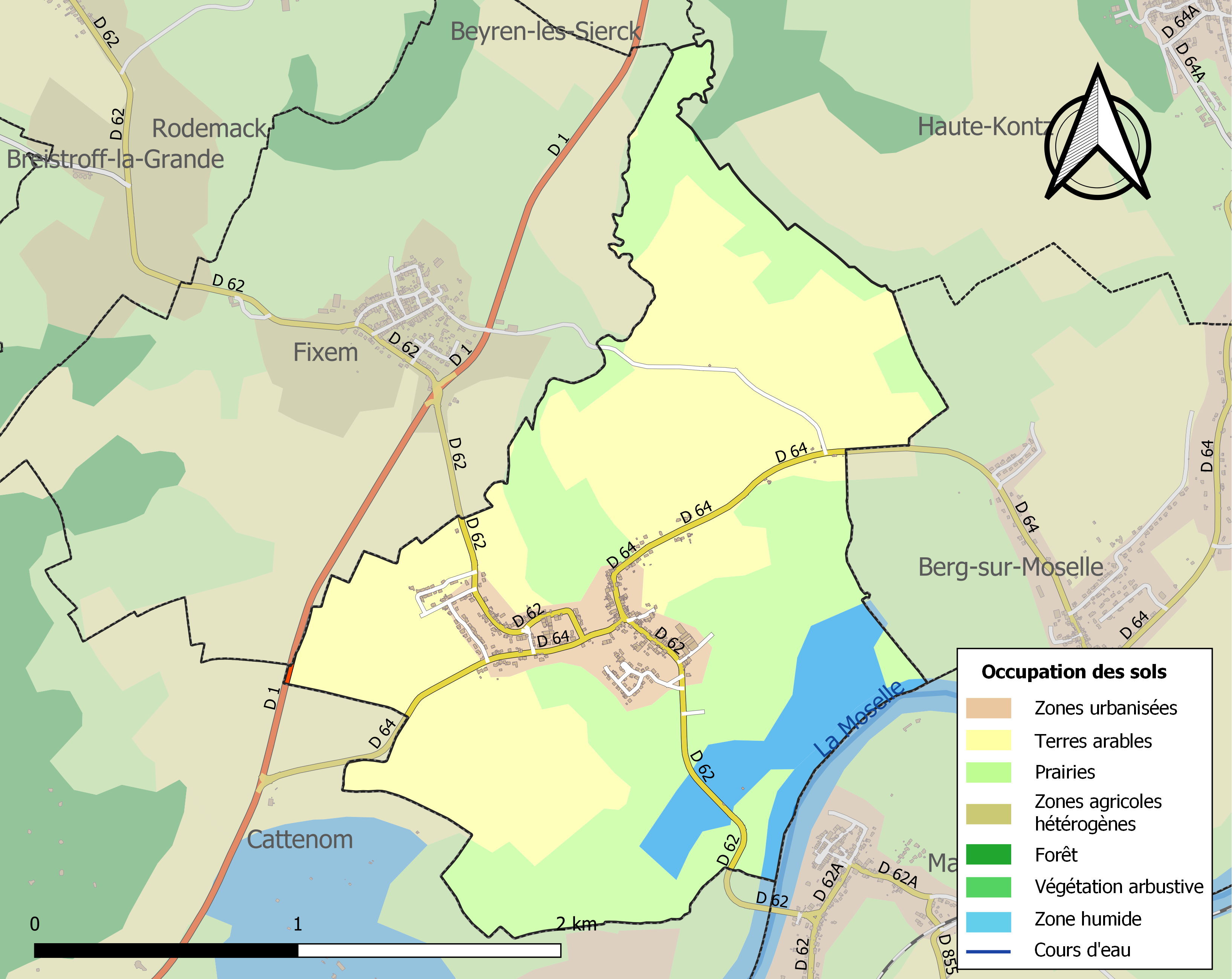
Carte des infrastructures et de l'occupation des sols de la commune en 2018 (CLC).

## Toponymie
- Du germanique gau « contrée, région » + wiese « pré »[15]. Une charte de l'an 799 nomme cet endroit simplement Wies ; le nom de Ga lui a été ajouté pour distinguer ce Wies de ses nombreux homonymes. Ga prononcé Gà ou Gaa dans le dialecte luxembourgeois, vint de l'antique expression germanique de Gaw (Gau)[16].
- Anciennes mentions : Wies (799)[16], Weis (1544), Wiesz in Gaue (1625-1626), Wies an Gau (1681), Gauwies (1696), Beng-Wiss (XVIIe siècle), Buenguevis (1722), Bengevyse (1756), Gavisse (1793), Gawisse (XIXe siècle), Gauwies (1871-1918), Gauwiesen (1940–1944).
- Gawis et Gawiss en francique lorrain.

## Histoire
Village du Luxembourg, siège d'une mairie du seigneur de Rodemack.
Gavisse, ayant d'ancienneté dépendu de la prévôté de Remich, n'avait pas été compris dans l'abandon des territoires stipulés dans le traité de 1659, et avait, quoiqu'enclavé dans le territoire devenu français et quoique dépendant en partie de la seigneurie de Rodemack, continué de rester au duché de Luxembourg jusqu'en 1769, où il passa à la France en vertu d'un traité des limites.
Découverte d'ossements de Mégaceros, près de la sablière. Ces ossements sont exposés à Thionville.

## Héraldique
| Blason de Gavisse | Blason  | Fascé d'or et d'azur de six pièces, au tau de gueules brochant sur le tout. |
| Blason de Gavisse | Détails |                                                                             |

## Politique et administration
| Période                                  | Période  | Identité       | Étiquette | Qualité |
| ---------------------------------------- | -------- | -------------- | --------- | ------- |
| mars 1977                                | 2004     | Édouard Frentz |           |         |
| 2004                                     | ?        | Jean Wagner    |           |         |
| mai 2020                                 | En cours | Alain Redinge  |           |         |
| Les données manquantes sont à compléter. |          |                |           |         |

## Démographie
L'évolution du nombre d'habitants est connue à travers les recensements de la population effectués dans la commune depuis 1793. Pour les communes de moins de 10 000 habitants, une enquête de recensement portant sur toute la population est réalisée tous les cinq ans, les populations de référence des années intermédiaires étant quant à elles estimées par interpolation ou extrapolation. Pour la commune, le premier recensement exhaustif entrant dans le cadre du nouveau dispositif a été réalisé en 2007.

En 2022, la commune comptait 591 habitants, en évolution de +4,42 % par rapport à 2016 (Moselle : +0,52 %, France hors Mayotte : +2,11 %).
| 1793 | 1800 | 1806 | 1821 | 1836 | 1841 | 1861 | 1866 | 1871 |
| ---- | ---- | ---- | ---- | ---- | ---- | ---- | ---- | ---- |
| 239  | 305  | 366  | 405  | 461  | 408  | 431  | 445  | 410  |

| 1875 | 1880 | 1885 | 1890 | 1895 | 1900 | 1905 | 1910 | 1921 |
| ---- | ---- | ---- | ---- | ---- | ---- | ---- | ---- | ---- |
| 373  | 345  | 334  | 344  | 310  | 301  | 284  | 283  | 252  |

| 1926 | 1931 | 1936 | 1946 | 1954 | 1962 | 1968 | 1975 | 1982 |
| ---- | ---- | ---- | ---- | ---- | ---- | ---- | ---- | ---- |
| 266  | 325  | 259  | 250  | 267  | 237  | 218  | 247  | 318  |

| 1990 | 1999 | 2006 | 2007 | 2012 | 2017 | 2022 | - | - |
| ---- | ---- | ---- | ---- | ---- | ---- | ---- | - | - |
| 467  | 507  | 569  | 579  | 570  | 569  | 591  | - | - |

## Culture locale et patrimoine

### Linguistique
Le dialecte francique de Gavisse fait partie d'une zone de diphtongaison intense.

### Lieux et monuments
- Vestiges gallo-romains.
- 15 rue de l’ancien moulin
- Église paroissiale Saint-Antoine-Abbé, construite en 1865 (date portée sur la façade occidentale), en remplacement d'une chapelle.